# The Jets
The Jets sono una family band di Minneapolis, Minnesota, composta dai membri della famiglia Wolfgram, fratelli e sorelle tra di loro, di musica Pop, R&B e dance music. Hanno pubblicato 8 album in studio e 3 compilation.

## Discografia
| 1985                                                                              | The Jets                | 21  | 16 | 77 | 57 | - RIAA: Platinum | MCA                |
| 1986                                                                              | Christmas with The Jets | —   | —  | —  | —  |                  | MCA                |
| 1987                                                                              | Magic                   | 35  | 26 | —  | —  | - RIAA: Gold     | MCA                |
| 1989                                                                              | Believe                 | 107 | 74 | —  | —  |                  | MCA                |
| 1995                                                                              | Love People             | —   | —  | —  | —  |                  | Liberty Park       |
| 1997                                                                              | Love Will Lead the Way  | —   | —  | —  | —  |                  | Shadow Mountain    |
| 1998                                                                              | Then & Now              | —   | —  | —  | —  |                  | Cold Front         |
| 2006                                                                              | Versatility             | —   | —  | —  | —  |                  | Hip-O              |
| 2014                                                                              | Reunited                | —   | —  | —  | —  |                  | Refinement Records |
| "—" denotes a recording that did not chart or was not released in that territory. |                         |     |    |    |    |                  |                    |